# Ibn Shahrashub

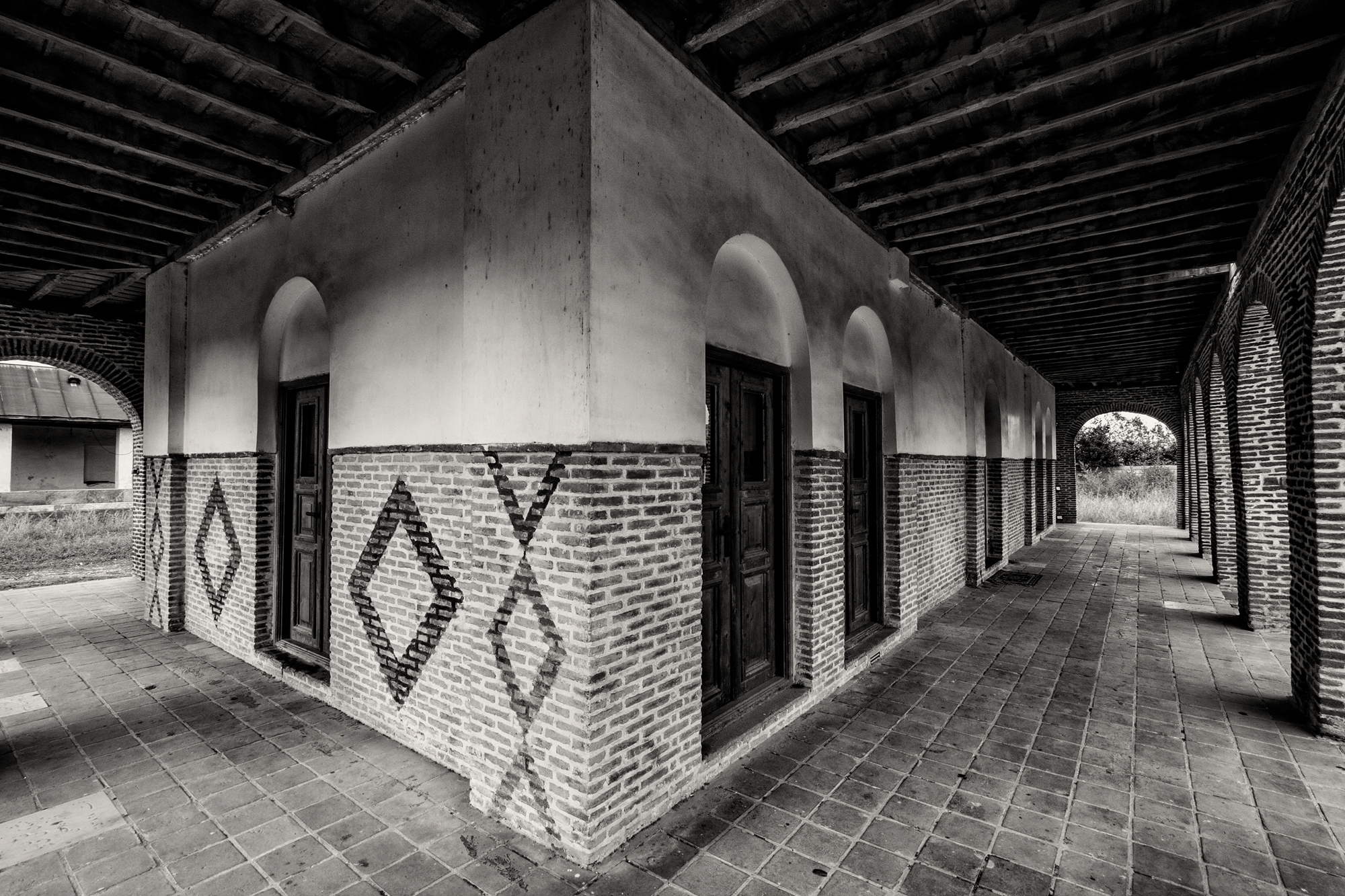
Ibn Shahrashubs helgedom.

Ibn Shahrashub (persiska: ابن شهر آشوب), död 1192, vars riktiga namn var Muhammad ibn Ali, var en Persisk shiamuslimsk lärd från Mazandaran från 1100-talet. Han kallades även för Rashid al-Din ("Religionens vise"). Han är bland annat känd för att ha skrivit boken Manaqib Al Abi Talib.